# Siliciclastica

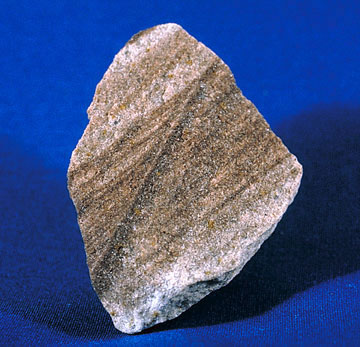
Een brok gelaagde zandsteen. Zandsteen is vrijwel geheel opgebouwd uit siliciclastica in de vorm van zandkorrels.

In de sedimentologie en petrologie worden met siliciclastica of siliclastica alle klasten ("korrels") in een sediment of sedimentair gesteente bedoeld, die bestaan uit kwarts, veldspaat of andere silicaten. Al deze mineralen hebben gemeen dat ze een bepaalde concentratie silica (SiO2) bevatten.
Sedimenten en sedimentaire gesteenten kunnen bijvoorbeeld in plaats van uit siliciclastica ook uit kleimineralen (zoals klei of schalie) of kalk (zoals kalksteen) zijn opgebouwd. Er bestaan ook tussenvormen, waarbij in het sediment de klasten, de matrix, of beide slechts gedeeltelijk uit siliciclastica bestaan.
Meestal bestaan siliciclastica uit kwarts met een kleine fractie veldspaat, omdat andere silicaten gemakkelijk verweren. Omdat siliciclastische gesteenten meestal uit materiaal bestaan dat door water over langere afstanden getransporteerd is, zijn andere silicaten dan kwarts verweerd tot kleimineralen.
Siliciclastische sedimenten zijn: grind, zand en silt.
Siliciclastische gesteenten zijn: conglomeraat, zandsteen en siltsteen.